# Historisches Archiv des Germanischen Nationalmuseums
Das Historische Archiv wurde 1852 als Herzstück im Abteilungsgefüge des in Nürnberg ansässigen Germanischen Nationalmuseums gegründet. Erst Ende des 19. Jahrhunderts verlor der Archivgedanke an der Institution an Gewicht und gewann die museale Präsentation der Kulturgüter die Oberhand. Die ursprüngliche Vision des ersten Direktors der Institution, Freiherr Hans von und zu Aufseß, galt einem „General-Repertorium“: der Erstellung eines umfassenden Verzeichnisses kulturgeschichtlicher Quellen des deutschsprachigen Raums.
Gegenüber einer derartigen, über den eigenen Bestand hinausgehenden Datenbank hielt von Aufseß das Sammeln von Originalen eher für nachgeordnet wichtig. Dementsprechend sollte das Archiv als ein „deutsches Zentralarchiv“ nicht so sehr Originalunterlagen, sondern in erster Linie Kopien und Faksimiles von Inventaren und Archivalien (bis 1650) erfassen und aufnehmen. Im Anschluss an von Aufseß’ Rücktritt von der Leitung des Museums 1862 rückte die Sammlung schriftlicher Quellen und die Anschaffung neuer Objekte in den Vordergrund – ebenso ihre Neuordnung und ihre Präsentation. Auch das Archiv verzeichnete umfangreiche Zuwächse an historischem Schriftgut, das sonst großenteils einer Zweitverwertung (insbesondere durch Goldschläger und Papierhersteller)  zugeführt oder anderweitig verloren gegangen wäre. Dabei sah man sich bewusst nicht in Konkurrenz zu den staatlichen Archiven, sondern verstand sich in erster Linie als Auffangbecken für die verlustgefährdete Überlieferung zu Individuen, Familien und Unternehmen aller Art. Ab den 1960er Jahren begann diese Mission sich gezielt auch auf künstlerische und kunstpädagogische Nachlässe und die Schaffung eines Archivs für Bildende Kunst (ABK) zu richten. Letzteres wurde 2008 als Deutsches Kunstarchiv (DKA) aus dem Archiv ausgegliedert, das seither als Historisches Archiv firmiert.
Von Aufseßs ursprünglicher, repertorialer Gedanke lebt in gewissem Sinne fort: bislang werden auch viele längst getauschte oder verkaufte Archivalien weiter erfasst. Ausgenommen von derartigen Tausch- und Verkaufshandlungen war natürlich immer das Museumsarchiv selbst.

## Bestände
Bedeutend sind die Quellen zur Geschichte des Germanischen Nationalmuseums (ab ca. 1830 bis heute).
Neben den Akten zu den Ursprüngen des Museums und seinen Aktivitäten als Forschungs-, Gedächtnis-, Bildungs- und Ausstellungsinstitution reichen die Bestände von fränkischen Adels- und Patrizierregistraturen, Teilen reichsstädtischer Überlieferung, geistlicher und weltlicher Fürsten und Korporationen bis hin zu Nachlässen von Persönlichkeiten wie Sophie Hoechstetter, Karl August Böttiger, Sigmund von Birken oder Ulrich Rück, und auch Teilnachlässen, so beispielsweise Korrespondenz an Heinrich Georg Bronn, den ersten Übersetzer von Charles Darwins Origin of Species ins Deutsche, oder den fränkischen Theologen und Historiker Samuel Wilhelm Oetter. Unter den Sammlungsbeständen befinden sich Autographen (8 Regalmeter, 15.–20. Jahrhundert), eine extensive Urkundensammlung (über 70 Regalmeter, Herrscher und Privatleute, ab dem 10. Jahrhundert), wie auch eine von Verleger Curt Kabitzsch angelegte, etwa 3000 Objekte umfassende Sammlung von Bismarck-Karikaturen. Die Familienbestände schließen Archivkörper wie das Adelsarchiv von Wolkenstein-Rodenegg (13.–18. Jahrhundert) und die oft weitläufigen Registraturen Nürnberger Patrizierfamilien ein. Unter den Unternehmensarchiven ist der Bestand der 1779 von Andrea Giorgio Maria Bianchi übernommenen Rudolstädter Warenhandlung Bianchi zu nennen.

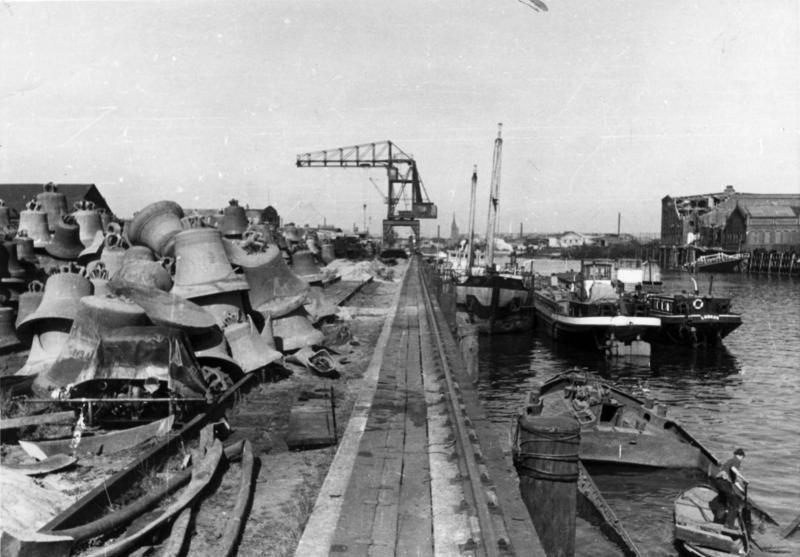
Hamburg, Glockenlager im Freihafen

Seit 1966 ist auch das Deutsche Glockenarchiv mit seinen Unterlagen zu ca. 16 000 im Zweiten Weltkrieg beschlagnahmten Glocken im Historischen Archiv untergebracht. Unter den Deposita ist zudem das Archiv des Pegnesischen Blumenordens, einer bis heute bestehenden literarischen Gruppe barocken Ursprungs, zu finden; wie jüngst auch die Sammlung Müller, ein Bestand primär deutschsprachiger Handschriften vom 13. bis 19. Jahrhundert.
Der Gesamtumfang des Archivguts beträgt etwa zwei Regalkilometer. Seine Bandbreite erschließt sich am besten aus der Tektonik und den Bestandslisten, welche über die Datenbank wie auch über die Homepage des Museums einsehbar sind.

## HA Online
Das Historische Archiv begann 2009 mit der elektronischen Erschließung seiner Bestände und ging 2015 online. Während der Corona-Pandemie wurde der gesamte Datenkörper einer grundlegenden semantischen Revision unterzogen, um die Daten maschinenlesbar und dadurch Teil des semantischen Webs zu machen. Dabei standen gleichzeitig ältere Standards wie ISAD(G) und das Nachfolgekonzept Records in Contexts (RiC) Pate, wie auch der von Archivstandards bislang nicht einbezogene Wunsch, Archivalien und nicht-Archivalien gemeinsam entdeckbar zu machen und miteinander verknüpfen zu können. Um die Inhalte des Historischen Archivs maximal mit den Objektsammlungen des Germanischen Nationalmuseums zu integrieren, nutzt unsere neue Datenbank die virtuelle Forschungsumgebung WissKI und den internationalen Standard CIDOC CRM. Eine facettierte Volltextsuche online („Textsuche“) ist seit 2023 im Angebot, flankiert von einem traditionellen monohierarchischen Sucheinstieg („Struktursuche“) über die Tektonik. Ende Mai 2025 konnte ein Web Redesign-Projekt abgeschlossen werden. Die sukzessive Ausweitung der Rechercheoptionen mit besonderem Augenmerk auf Linked Data, Usability, und Laufzeitsuche ist für die kommenden zwei Jahre geplant.